# The Stock Tip
" The Stock Tip " es el quinto y último episodio de la primera temporada de la sitcom estadounidense Seinfeld.
El episodio se emitió por primera vez en NBC el 21 de junio de 1990. En el episodio, George Costanza (Jason Alexander) le cuenta a Jerry Seinfeld y Elaine Benes (Julia Louis-Dreyfus) que un amigo de un amigo suyo le ha dado un consejo bursátil y los anima a invertir con él. Jerry lo hace, pero tan pronto como lo hace, el valor de sus acciones cae. Al mismo tiempo, Jerry lleva a su novia a un viaje a Vermont, que no sale según lo planeado.
El episodio fue escrito por los creadores de la serie Larry David y Jerry Seinfeld, y fue dirigido por Tom Cherones. Recibió calificaciones y elogios lo suficientemente buenos como para encargar una segunda temporada.